# José Carlos Romero Herrera
José Carlos Romero Herrera (Fuentesaúco, Castella i Lleó 1941) és un polític espanyol que fou Ministre d'Agricultura en diversos governs de Felipe González.

## Activitat política
Membre del Partit Socialista Obrer Espanyol (PSOE), en la formació del seu primer govern, fou nomenat per part de Felipe González l'any 1982 Ministre d'Agricultura, càrrec que desenvolupà durant tres legislatures.
En les eleccions generals de 1986 fou escollit diputat al Congrés per la província de Zamora, repetint el seu escó en les eleccions de 1989.